# Enzo Cucchi
Enzo Cucchi (Morro d'Alba, 14 november 1949) is een Italiaanse schilder. Hij was lid van de Italiaanse Transavanguardia-beweging, samen met zijn landgenoten Francesco Clemente, Mimmo Paladino, Nicola De Maria en Sandro Chia. De beweging bereikte haar hoogtepunt in de jaren 80 en maakte deel uit van de wereldwijde beweging van neo-expressionistische schilders.
Cucchi's eerste grote retrospectief werd gehouden in het Solomon R. Guggenheim Museum in New York in 1986 en zijn werken zijn te vinden in talloze museumcollecties, waaronder het Museum of Modern Art in New York, de Tate Londen en het Art Institute of Chicago. Cucchi woont en werkt in Rome en Ancona.

## Biografie
Cucchi werd in 1949 geboren in Morro d'Alba, een boerendorp in de provincie Ancona in Midden-Italië. Als autodidactisch schilder werd Cucchi in zijn vroege jaren geprezen, hoewel hij meer geïnteresseerd was in poëzie. Hij bezocht regelmatig dichter Mino De Angelis, die verantwoordelijk was voor het tijdschrift Tau. Via La Nuova Foglio di Macerata, een kleine uitgeverij, ontmoette hij kunstcriticus Achille Bonito Oliva, een belangrijke figuur in de toekomstige carrière van de kunstenaar. In zijn catalogi publiceerde La Nuova Foglio di Macerata geschriften van kunstenaars zoals Cucchi's Il veleno è stato sollevato e trasportato! in 1976. Regelmatige reizen naar Rome halverwege de jaren zeventig deden Cucchi's interesse in beeldende kunst herleven. Hij verhuisde naar Rome, liet de poëzie tijdelijk varen en wijdde zich uitsluitend aan de beeldende kunst. Hier ontmoette Cucchi verschillende kunstenaars, zoals Sandro Chia, Francesco Clemente, Mimmo Paladino en Nicola de Maria, met wie hij nauw samenwerkte en dialectische en intellectuele dialogen aanging.
Achille Bonito Oliva was de eerste die deze jonge generatie Italiaanse kunstenaars uit de jaren zeventig als groep benoemde: in Flash Art Magazine, nr. 92–93, 1979, gebruikte hij voor het eerst de term Transavanguardia. De officiële proclamatie van de Transavanguardia vond plaats op de Biënnale van Venetië in 1980. De term was een idioom voor de kunst van deze jonge generatie na de avant-gardekunst van de jaren zestig. Deze kunstenaars probeerden niet langer met alle middelen ongemak bij de toeschouwer op te roepen en hem te dwingen verder te gaan dan het werk om het volledig te begrijpen.
De leden van de Transavanguardia-groep hebben uiteenlopende werkwijzen. Hun identiteit als groep is niet afhankelijk van regels of een bindende taal van expressie, maar ze delen een voorkeur voor motieven verzameld uit de denkbare realiteit en het vrije gebruik van verleden en heden. Cucchi gebruikt vormen die doen denken aan het landschap, legendes en tradities van zijn thuisregio. Hij toont natuur, geschiedenis en cultuur in een speelse relatie met onze technische wereld, waarbij hij symbolen gebruikt zoals een trein of een oceaanstomer en kleur gebruikt in termen van idee, uitbreiding en beweging in plaats van voor picturale sensatie. Zijn kunstwerken gaan vaak gepaard met poëtische teksten waarvan sommige zijn gepubliceerd.
Naast de vele Transavanguardia-groepstentoonstellingen is zijn werk ook te zien geweest in solotentoonstellingen in galerieën, musea en culturele instellingen over de hele wereld.

## Werken
Eind jaren zeventig viel Cucchi's originele werk opvallend op in een omgeving die werd gedomineerd door conceptuele kunst. Kunstcriticus en kunsthandelaar Mario Diacono steunde hem door zijn werk in Italië en de Verenigde Staten te exposeren. Sinds 1979 werkt Cucchi samen met galeriehouder Emilio Mazzoli in Modena en met Bruno Bischofberger die hem sinds 1981 exclusief wereldwijd vertegenwoordigde. Tussen 1981 en 1985 exposeerde ook Gian Enzo Sperone regelmatig Cucchi's werk in zijn galerieën in Rome en New York. Bijgevolg werd zijn experimentele expressionistische stijl geleidelijk aan invloedrijk, terwijl hij zijn kunst wilde uitbreiden door direct op muren te schilderen of te tekenen, keramiek, mozaïek of geschilderde afbeeldingen te gebruiken als onderdeel van beeldhouwkunst en door vrije installatieruimtes te creëren.
Cucchi's gevarieerde interesses hebben hem verder gebracht dan de grenzen van gewone tentoonstellingen. Hij heeft buitensculpturen gemaakt voor het Brueglinger Park in Basel in 1984 en het Louisiana Museum of Modern Art in Humblebaek (Denemarken) in 1985, een fontein voor de tuin van het Museo d'arte contemporanea Luigi Pecci in Prato in 1988 en de Fontana d'Italia aan de York University in Toronto. En een fontein op het centrale plein van zijn geboortestad, Morro d'Alba.
Hij droeg ook bij aan de collectie hedendaagse kunst van Lucio Amelio in het Koninklijk Paleis van Caserta. De Napolitaanse galeriehouder vroeg na de aardbeving van Irpinia in 1980 aan de belangrijkste kunstenaars van die tijd om een werk over de aardbeving om die verschrikkelijke ervaring te verwerken; zijn werk Senza titolo bestaat uit vier roestige ijzeren panelen, die de gewelddadigheid van het verstrijken van de tijd symboliseren, met in het midden een vat, een beeld van onzekerheid dat typerend is voor zijn kunst.
Tussen 1992 en 1994 werkte hij samen met architect Mario Botta aan de kapel op Monte Tamaro bij Lugano, waar Cucchi hielp met het ontwerpen van het interieur van de kapel, voornamelijk het hoofdaltaar en de uitgevoerde muurschilderingen voor de apsis en het schip.
Cucchi onderhoudt nauwe banden met dichters en schrijvers als Paolo Volponi, Goffredo Parise, Giovanni Testori, Ruggero Guarini, Alberto Boatto en Paul Evangelisti. Hij maakte illustraties voor hun boeken terwijl zij over zijn kunst schreven. Cucchi is ook actief geweest op het gebied van toneelontwerp: hij ontwierp kostuums en decors voor producties als Rossini's en Respighi's La Bottega Fantastica op het Rossini Opera Festival in Pesaro en Heinrich von Kleist's Penthesilea, beide in 1986. Verder voor Puccini's Tosca in het Teatro dell'Opera in Rome, Pennisi's Funeral de la Luna in Gibellina en een bewerking van Erasmus' Lof der Zotheid. In 1996 ontwierp hij het gordijn voor het Teatro la Fenice in Senigallia en een mozaïek op de stoep voor La Rotonda al Mare.

## Een selectie van tentoonstellingen
- FL - Wizard Gallery, Milaan 2014
- BIASA ArtSpace, Seminyak, Bali, Indonesië, 2010
- EMMA, Espoon Kaupunki, Finland, 2009
- Museo Correr, Venetië, 2007
- Academie de France à Rome, Villa Medici, Roma, 2006
- Artium, Centro Museo Vasco de Arte Contemporaneo in Vitoria-Gasteiz, Spanje, 2002
- Mozaïeko nella Stazione Termini, Roma, 2000
- Tel Aviv Museum of Art, Tel Aviv, 1999 en 2001
- Deichtorhallen Hamburg, Hamburg, 1999
- Artiscope Galerij, Brussel, 1999
- Suermondt-Ludwig-Museum, Aken, 1997
- Museo di Capodimonte, Napels, 1996
- Sezon Museum of Art, Tokio, 1996
- Museo di Palazzo Reale Arengario, Milaan 1995
- Collezione "Terrae Motus", Reggia di Caserta, 1994
- Castello di Rivoli Museo d'Arte Contemporanea, Turijn 1993
- Artiscope Galerij, Brussel, 1993
- Museo Cantonale d'Arte, Lugano, 1993
- Hamburger Kunsthalle, Hamburg, 1992
- Carré d'Art, Musée d'Art Contemporain, Nîmes, 1991
- Fundació Joan Miró, Barcelona, 1991
- Wiener Secession, Wenen, 1988
- Städtische Galerie im Lenbachhaus, München 1987
- Musée d'art moderne Centre Georges Pompidou, Parijs 1986
- Het Solomon R. Guggenheim Museum, New York 1986
- Fundación Caja de Pensiones, Madrid; capc Musée d'Art contemporain, Bordeaux, 1985
- Louisiana Museum voor Moderne Kunst, Humblebaek, 1985
- Stedelijk Museum, Amsterdam, 1983
- Kunsthaus Zürich, 1982, 1984 en 1988
- Documenta 7, Kassel, 1982
- Galerie Gian Enzo Sperone, Rome, 1981
- Galerie Bruno Bischofberger, Zürich, 1981
- Incontri Internazionali d'Arte, Rome, 1977